# مهرنوش شریعتی
مهرنوش شریعتی (۱ فروردین ۱۳۵۸ – ۱ فروردین ۱۴۰۱) کارگردان، بازی‌دهنده، صداپیشه نمایش عروسکی، بازیگر و عروسک‌گردان سینما و تئاتر اهل ایران بود.

## زندگی شخصی
وی در ۱ فروردین ۱۳۵۸ در بهشهر به دنیا آمد. همسر او بهرام بهبهانی، هنرمند نمایش عروسکی است.

## زندگی هنری
تجربه بیست سال فعالیت حرفه‌ای در زمینه بازی‌دهندگی و صداپیشگی و کارگردانی نمایش عروسکی همچنین سابقه اجراهای عروسکی در فرانسه، یونان، تونس، ترکیه، صربستان، لهستان، بلغارستان را داشته‌است.
شریعتی عروسک‌گردانی آثاری بسیاری از جمله خواب خورشید (اکرم صانعی ۱۳۸۰) هیچ نبود (زهره بهروزی‌نیا ۱۳۸۳) آخرین گل (زهره بهروزی‌نیا ۱۳۹۰) پری کوچولوی دریایی (مریم تیموری ۱۳۹۱) در کارنامه داشته‌است.
کارگردانی نمایش سترون و عروسک‌گردانی فیلم سینمایی عروسکی گورداله و عمه غولی (نادره ترکمانی ۱۳۹۱) از جمله فعالیت‌های این هنرمند تئاتر و سینما است.

## درگذشت
مهرنوش شریعتی که به مدت یک هفته به دلیل ابتلا به کرونا در کما بود، سرنجام در ۱ فروردین ۱۴۰۱ در بیمارستانی در تهران درگذشت و در ۳ فروردین ۱۴۰۱ در بهشهر به خاک سپرده شد.

## گزیده آثار

### عروسک گردانی
- خواب خورشید (اکرم صانعی) تهران، دانشکده سینما – تئاتر، پلاتوی مرکزی؛ ۱۳۸۰
- هیچ نیود (زهره بهروزی‌نیا) تهران، تئاترشهر، تالارسایه؛ ۱۳۸۳
- تجربه ده عمل ساده (پوپک عظیم‌پور) تهران؛ ۱۳۸۴
- شازده کوچولو (علی افشاری) مشهد، جشنواره تئاتر دفاع مقدس؛ ۱۳۸۳
- یک رؤیا (زهره بهروزی‌نیا) تهران، خانه هنرمندان ایران، فرهنگسرای بهمن، لاهور، جشنواره performingartsword؛ ۱۳۸۷ و ۱۳۸۶ و ۱۳۸۸
- ننه بینوا (نازیلا نوری‌شاد) تهران، خانه هنرمندان ایران؛ ۱۳۸۶
- شهبده باز (نازیلا نوری‌شاد) ترکیه، جشنواره یونیا، canakkale؛ ۱۳۸۷
- دختر کوچک بهار (بنفشه رحمانی) تهران، تالارسایه؛ ۱۳۸۷
- آخرین گل (زهره بهروزی‌نیا) روسیه، جشنواره arlekin؛ ۱۳۸۸ و بلغارستان، plovdiv؛ ۱۳۸۹ جشنواره three are too mony – tow – not enough، صربستان subotica؛ ۱۳۹۰
- من از شما تعجب می‌کنم (حامد ذبیحی) تهران، دانشکده هنرهای زیبا؛ ۱۳۸۸
- ماهیخوار (نیلوفر رفیعی) ترکیه، استانبول؛ ۱۳۸۹
- راز قصه‌ها (میترا کریم‌خانی) تهران، کانون پرورش فکری کودکان و نوجوانان، فرهنگسرای نیاوران؛ ۱۳۹۰ و ۱۳۸۹
- سفرشگفت انگیز رعنا (حسین چراغی) بندرعباس، مشهد؛ ۱۳۹۰
- درفش کاویانی (زهره بهروزی‌نیا) تهران، تالارسایه؛ ۱۳۹۱
- فیل در تاریکی (میترا کریمخانی) تهران، کانون پرورش فکری کودک و نوجوان؛ ۱۳۹۱
- امیر ارسلان نامدار (حسین چراغی) تهران، کانون پرورش فکری کودک و نوجوان؛ ۱۳۹۱
- پری کوچولوی دریایی (مریم تیموری) بندرعباس؛ ۱۳۹۱
- کلاغ بلاتوپ طلا (علی یدالهی) تهران، کانون پرورش کودک و نوجوان؛ ۱۳۹۱

### بازی
- تجربه ده عمل ساده (پوپک عظیم‌پور) تهران؛ ۱۳۸۴
- فاوست (آزاده گنجه) تهران، خانه هنرمندان ایران؛ ۱۳۸۷
- نیمه غایب"(آزاده گنجه) تهران، دانشکده هنرهای زیبا؛ ۱۳۸۹

طراحی و اجرای لباس و ساخت ماسک و عروسک
- عجیب ولی واقعی (یاسر خاسب) تهران، تئاترشهر، کارگاه نمایش؛ ۱۳۸۷
- فاوست (آزاده گنجه) تهران، خانه هنرمندان ایران؛ ۱۳۸۷
- مرثیه ای برای یک دلقک (رامین کهن) تهران؛ ۱۳۸۸

### کارگردانی
- سترون تهران، دانشکده سینما- تئاتر، پلاتوی عروسکی؛ ۱۳۸۳

### تلویزیون
عروسک گردانی
- مجموعه تلویزیونی  لی‌لی لی‌لی حوضک (رضا فیاضی) تهران؛ ۱۳۸۵
- مجموعه تلویزیونی  نوروز امسال ویژه کودکان (حمید علیزاده) جام جم؛ ۱۳۸۵
- مجموعه تلویزیونی  نوروز امسال ویژه خردسالان (حمید علیزاده) جام جم؛ ۱۳۸۵
- مجموعه تلویزیونی  شبکه عروسکی آفتاب (هادی حسنعلی) اراک؛ ۱۳۸۸
- مجموعه تلویزیونی  شاپرک‌ها (امین بیاتی) تهران؛ ۱۳۸۹
- مجموعه تلویزیونی  رایا (علی همتی) تهران؛ ۱۳۹۱

### سینما
عروسک گردانی
 گورداله و عمه غولی (نادره ترکمانی) تهران؛ ۱۳۹۱ و ۱۳۹۰

## جوایز
- اخذ جایزه عروسک‌گردانی نمایش ننه بینوا جشنواره سراسر تئاتر بانوان، تهران؛ ۱۳۸۶
- دریافت جایزه عروسک‌گردانی تئاتر سفر شگفت‌انگیز رعنا جشنواره تئاتر ملی رضوی، بندرعباس؛ ۱۳۹۰